# Rulle (nöt)
Rulle är en styckningsdetalj av nötkött (eller ibland lamm- och fårkött) som består av den runda muskeln på lårets baksida mellan ytterlår och innanlår (semitendinosus). Den kännetecknas av lågt fettinnehåll och högre bindvävsinnehåll än i övriga muskler i bakdelen. Den är inte lämplig som traditionell nötstek utan används oftast som en oblandad charkprodukt med benämningen saltrulle. Den är också bra till grytbitar eller porterstek.